# Ramularia betae
Ramularia betae är en svampart som beskrevs av Rostr. 1899. Ramularia betae ingår i släktet Ramularia och familjen Mycosphaerellaceae.   Inga underarter finns listade i Catalogue of Life.